# Greenaspis arundinariae
Greenaspis arundinariae är en insektsart som först beskrevs av Green 1899.  Greenaspis arundinariae ingår i släktet Greenaspis och familjen pansarsköldlöss.
Artens utbredningsområde är Sri Lanka. Inga underarter finns listade i Catalogue of Life.